# Anthurium acutangulum
Anthurium acutangulum Engl., 1898 è una pianta della famiglia delle Aracee diffusa in America Centrale e Colombia.